# Catedral de Tacna
La catedral de Tacna o Catedral de Nuestra Señora del Rosario es el principal templo de la ciudad de Tacna, en el Perú; se empezó a construir en 1875, en el mismo lugar que ocupaba el antiguo y primer templo del lugar. Por diversos motivos; uno de ellos la Guerra del Pacífico, la obra culminó en el año 1954, cuando gobernaba el Perú Manuel A. Odría. Esta construcción fue iniciada por la firma Petot y Compañía, subsidiaria de los señores Eiffel en París, y terminada por la firma “Garibaldi Hermanos S.A.” inaugurándose el 28 de agosto de 1954. El material que se utilizó consistió en piedra de cantería, extraída de los cerros Arunta e Intiorko de la ciudad.

## Historia

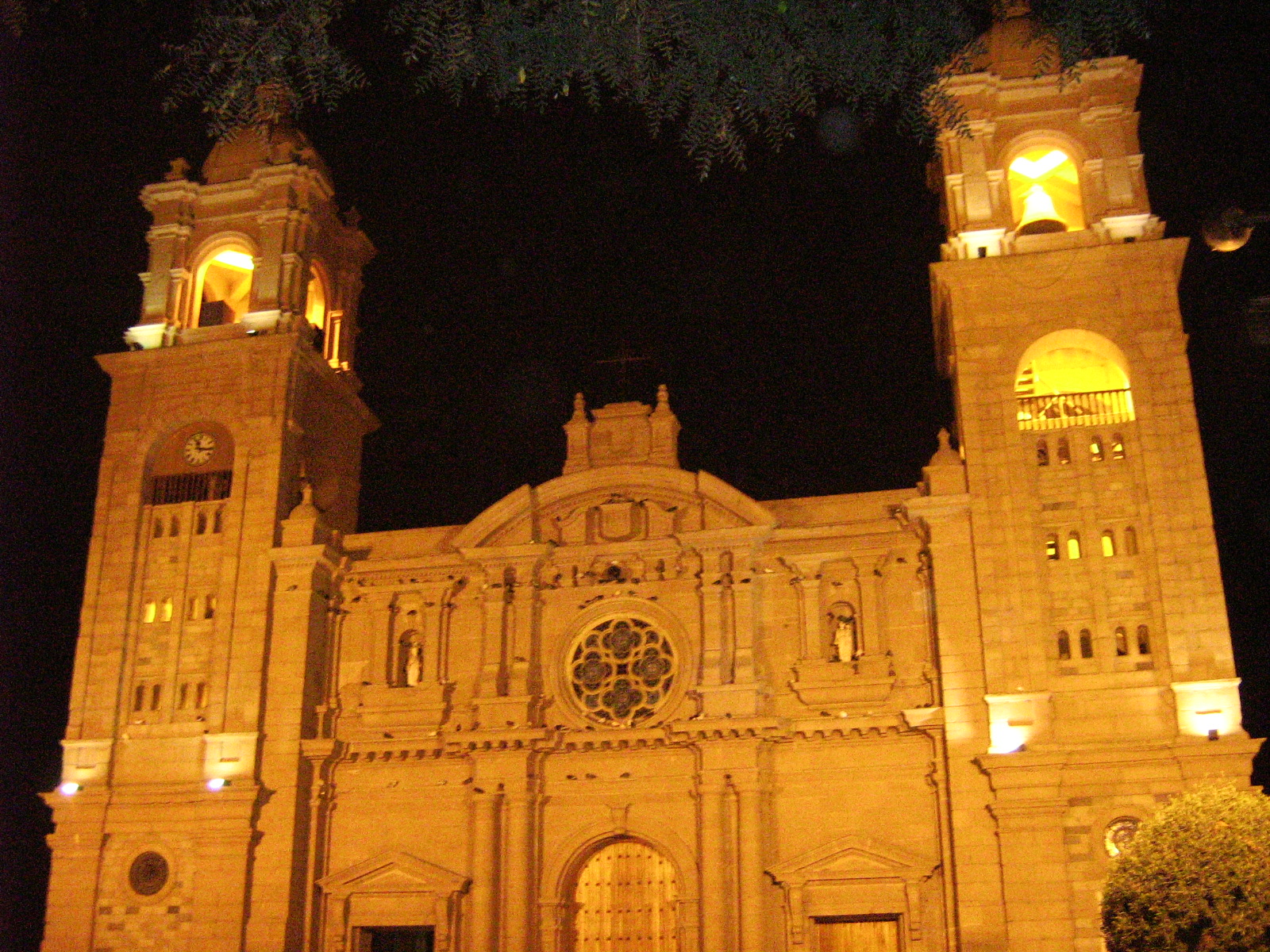
Vista nocturna de la Catedral de Tacna.

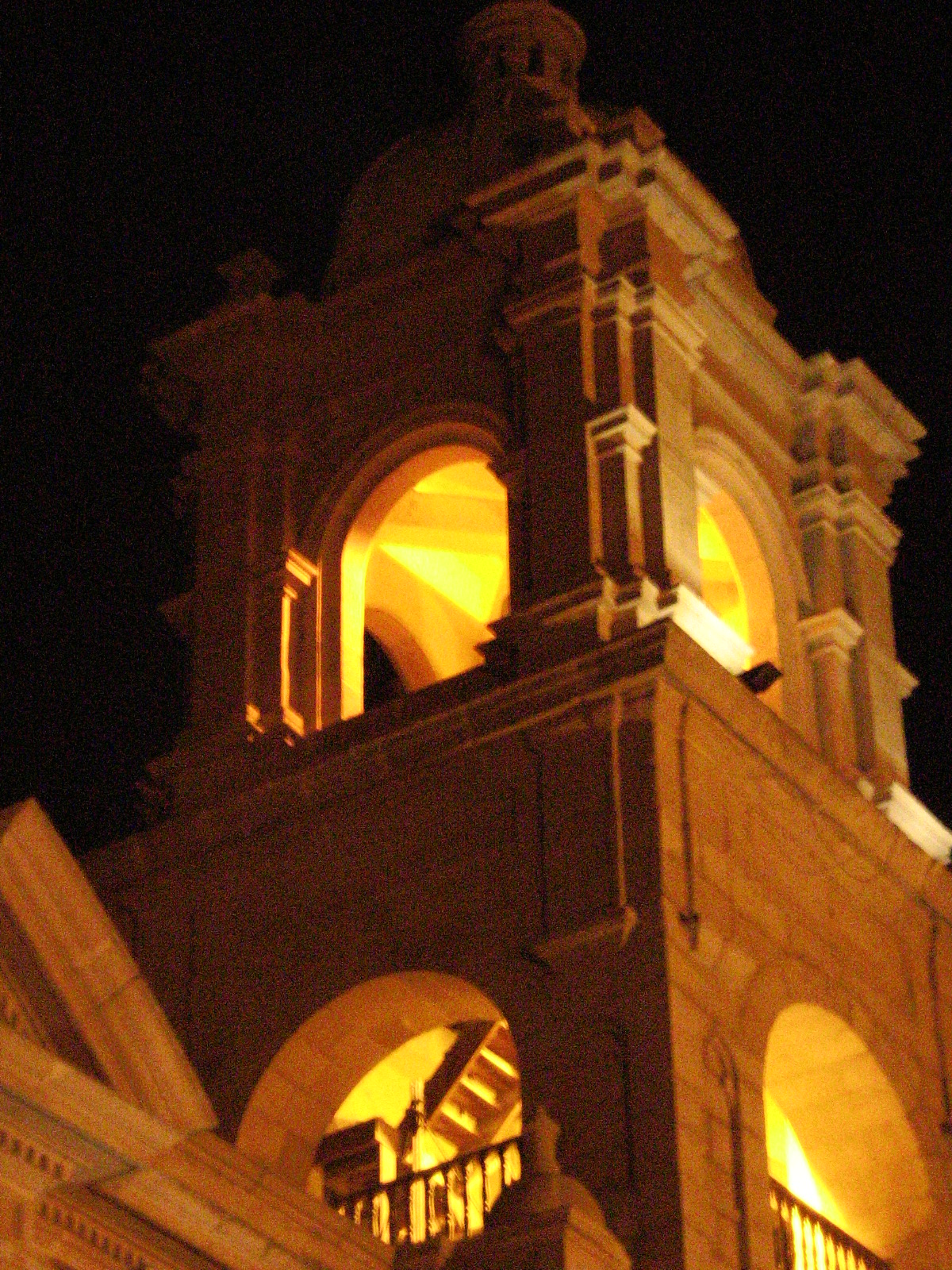
Detalle de la torre norte de la catedral.

Bajo el gobierno de José Balta, debido al célebre contrato Dreyfus sobre la venta de varios millones de toneladas de guano para la agricultura europea, se llevaron a cabo varias obras públicas que aumentaron el progreso material y económico.
A Tacna también le tocó su parte de bonanza económica, fue entonces que el gobierno aprobó un contrato con la prestigiosa firma francesa de Alejandro Gustavo Eiffel, para la construcción del templo. El proyecto fue ejecutado por el ingeniero y arquitecto polaco N. Miney y fue presupuestado en la suma de 200.000 soles de 48 peniques.
La construcción fue iniciada el 6 de marzo de 1875 por el contratista ingeniero Carlos Petot, representante de la firma “Alejandro Gustavo Eiffel”, bajo la dirección técnica del arquitecto Tadeo Strujemski. Se trataba de una obra monumental, según los planos del arquitecto Miney, al mismo tiempo una obra artística de interés religioso y ornamental. En varias revistas y periódicos se publicó una representación fotográfica de diseño conjunto.
Llegó el año 1878, surgieron ciertas dificultades a la firma constructora en su sede principal, al mismo tiempo el país atravesaba una época de falencia fiscal, y no se pudo, probablemente, seguir financiando la obra, así que quedó paralizada después de tres años de actividad en su construcción. Los muros exteriores habían sido levantados con piedra extraída de las canteras del cerro Intiorko, y había llegado la mayor parte del material, del hierro y el acero para la construcción.
El estallido de la guerra del Pacífico en 1879 contribuyó indudablemente a la paralización total de la catedral, y los trabajos fueron suspendidos sin haberse ejecutado la mitad del proyecto. Las dos torres truncas del gran edificio por largo tiempo se levantaban dominando el panorama urbano como dos antenas de esperanza y de fe en el futuro, ni los azares cruentos y dolorosos de la guerra, ni los movimientos sísmicos, habían podido mellar en lo más mínimo de la fortaleza de la catedral inconclusa.

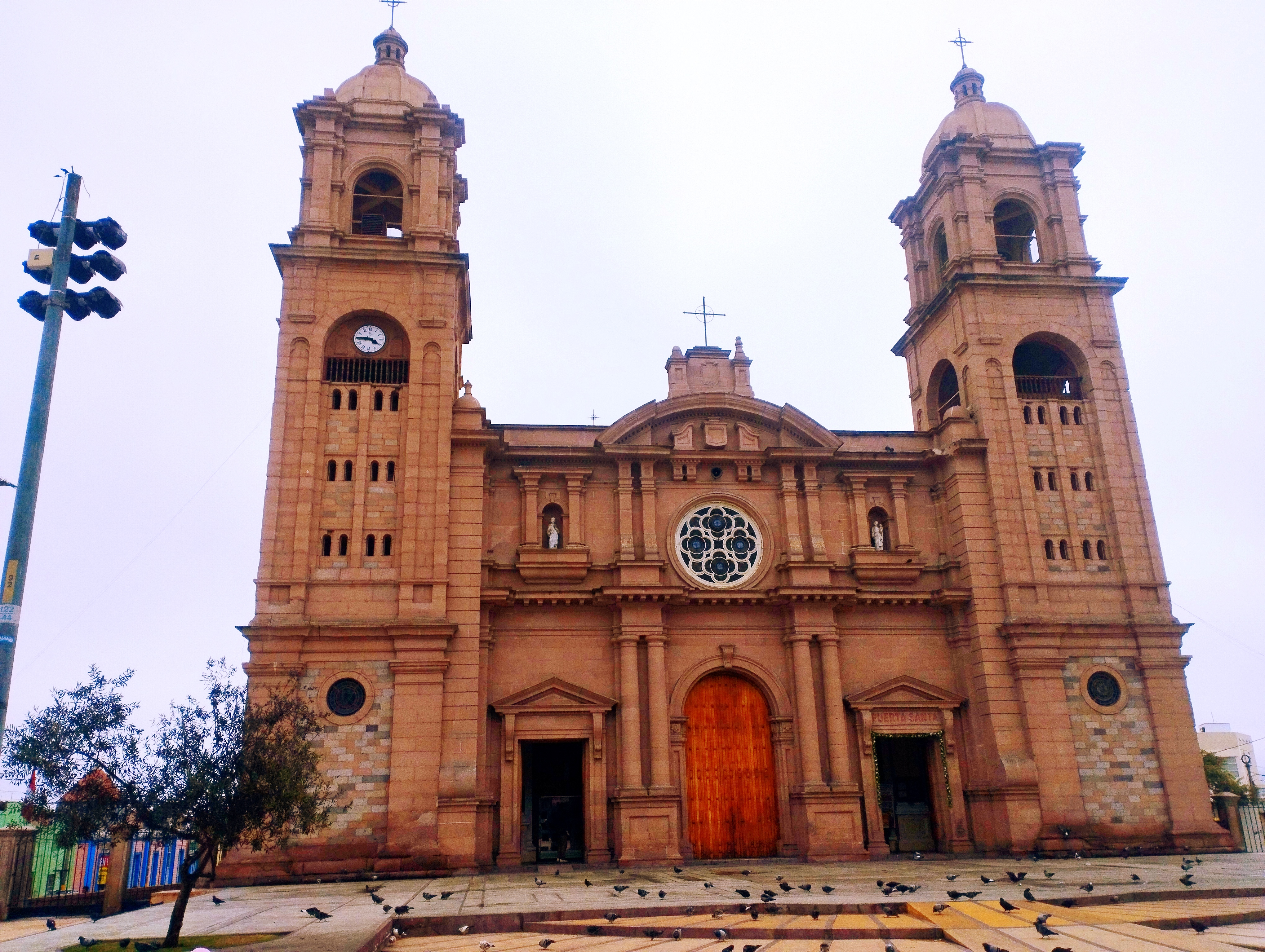
Fachada de la Catedral de Tacna. Foto tomada en un día sin sol.

El 28 de agosto de 1929 la campana, colocada provisionalmente en una de las torres, anunció con su canto sonoro la reincorporación de la tierra tacneña al Perú después de media centuria de administración chilena.
Y un reloj colocado provisionalmente, en la otra torre siguió marcando aunque con ciertas deficiencias, las horas y los días de todo el año.
En la llamada ley de Tacna se había consignado la terminación de la catedral, el 17 de marzo de 1950, el supremo gobierno votó los fondos necesarios con el fin de hacer realidad la conclusión de la obra, satisfaciendo con ello una vieja y vivida aspiración de varias generaciones tacneñas; se utilizaron los “fondos Pro- desocupados”.
En vista de haber desaparecido los planos primitivos, se encomendó la restructuración de un proyecto nuevo sobre lo existente, al arquitecto peruano don Luis F. Goycochea B. y previo los cálculos respectivos, a cargo de los ingenieros Víctor A. Estremadoyro y Carlos Pérez Reyes, y presupuesto y base de licitación que confeccionaron los ingenieros Antonio Jiménez m. y Víctor León Bustamante, obtuvo la buena `Pro la firma “Garibaldi Hermanos S.A.”, el 25 de abril de 1951.
Desde esta fecha se iniciaron los trabajos de terminación del gran edificio, sobre un área de 2000 m² que comprende la catedral propiamente dicha, y una adicional de 980 m², de la cripta subterránea que también está terminada. Después de 79 años transcurridos, el 28 de agosto de 1954, se terminó la construcción y fue inaugurada siendo obispo de la diócesis Carlos Alberto Arce Masías.